# Aniana straminealis
Aniana straminealis là một loài bướm đêm trong họ Noctuidae.